# اللجنة الثالثة للجمعية العامة للأمم المتحدة
اللجنة الثالثة للجمعية العامة للأمم المتحدة (تعرف أيضًا باسم اللجنة الاجتماعية والإنسانية والثقافية)، هي واحدة من ست لجان رئيسية في الجمعية العامة للأمم المتحدة. تتعامل مع حقوق الإنسان والشؤون الإنسانية والشؤون الاجتماعية.
تجتمع اللجنة الثالثة كل عام في أوائل أكتوبر وتهدف إلى إنهاء عملها بنهاية نوفمبر. يمكن لجميع الدول الأعضاء في الأمم المتحدة البالغ عددها 193 الحضور. وكما حدث في الدورات السابقة، سيركز جزء هام من عمل اللجنة على دراسة مسائل حقوق الإنسان، بما في ذلك تقارير الإجراءات الخاصة لمجلس حقوق الإنسان الذي أنشئ في عام 2006.

## ولاية
يركز عمل اللجنة على حقوق الإنسان والشؤون الإنسانية والقضايا الاجتماعية. بالإضافة إلى ذلك، فإنها تنظر أيضًا في القضايا المتعلقة بما يلي: 
- النهوض بالمرأة
- حماية الأطفال
- حماية السكان الأصليين والقضايا ذات الصلة
- معاملة اللاجئين والقضايا ذات الصلة مثل العنصرية والتمييز
- تعزيز الحريات الأساسية
- الحق في تقرير المصير
- الشباب والأسرة والشيخوخة
- حقوق الأشخاص ذوي الإعاقة
- منع الجريمة والعدالة الجنائية
- تجارة المخدرات الدولية والقضايا ذات الصلة

## أساليب العمل
يبدأ عمل اللجنة الثالثة في أوائل أكتوبر وينتهي عادة بنهاية نوفمبر.
على عكس معظم هيئات الجمعية العامة الأخرى، لا يبدأ عمل اللجنة الثالثة بمناقشة عامة بين أعضائها. وبدلاً من ذلك، تتم مناقشة بنود جدول أعمالها بشكل فردي من بداية الجلسة. 
تستضيف اللجنة الثالثة حوارات تفاعلية مع المفوض السامي لحقوق الإنسان والمفوض السامي لشؤون اللاجئين كل عام. 

## الوضع الحالي
ستركز اللجنة في دورتها الخامسة والسبعين على:
- تعزيز النمو الاقتصادي المطرد والتنمية المستدامة وفقا للقرارات ذات الصلة الصادرة عن الجمعية العامة والمؤتمرات التي عقدتها الأمم المتحدة مؤخرا
  - التنمية الاجتماعية
  - النهوض بالمرأة

- صون السلم والأمن الدوليين
  - تقرير مفوض الأمم المتحدة السامي لشؤون اللاجئين، المسائل المتعلقة باللاجئين والعائدين والمشردين والمسائل الإنسانية

- تعزيز حقوق الإنسان
  - تقرير مجلس حقوق الإنسان
  - تعزيز حقوق الأطفال وحمايتها
  - حقوق الشعوب الأصلية
  - القضاء على العنصرية والتمييز العنصري وكره الأجانب وما يتصل بذلك من تعصب
  - حق الشعوب في تقرير المصير
  - تعزيز حقوق الإنسان وحمايتها

- مراقبة المخدرات ومنع الجريمة ومكافحة الإرهاب الدولي بجميع أشكاله ومظاهره
  - منع الجريمة والعدالة الجنائية
  - مواجهة استخدام تقنيات المعلومات والاتصالات للأغراض الإجرامية
  - المراقبة الدولية للمخدرات

## مكتب
الأعضاء التالية أسماؤهم تشكل مكتب اللجنة الثالثة للدورة الخامسة والسبعين للجمعية العامة: 
| الاسم                   | الدولة                   | المنصب      |
| ----------------------- | ------------------------ | ----------- |
| كاتالين أناماريا بوجياي | هنغاريا                  | الرئيس      |
| أحلام سارة الشريخي      | الجزائر                  | نائب الرئيس |
| بيلار أوجينيو           | الأرجنتين                | نائب الرئيس |
| خالد محمد المنزلاوي     | المملكة العربية السعودية | نائب الرئيس |
| ميريام اهري             | ليختنشتاين               | مقرر        |

## روابط خارجية
- اللجنة الثالثة للقضايا الاجتماعية والإنسانية والثقافية، UN.org
- اللجان الست للجمعية العامة للأمم المتحدة، UN.org